# (10288) Saville
(10288) Saville est un astéroïde de la ceinture principale.

## Description
(10288) Saville est un astéroïde de la ceinture principale. Il fut découvert le 28 novembre 1983 à la station Anderson Mesa par Edward L. G. Bowell. Il présente une orbite caractérisée par un demi-grand axe de 2,33 UA, une excentricité de 0,25 et une inclinaison de 9,3° par rapport à l'écliptique.

## Compléments